# シュターッレル・イロナ
シュターッレル・アンナ・イロナ（ハンガリー語：Staller Anna Ilona、イタリア語：Elena Anna Staller、1951年11月26日 - ）は、ハンガリー、イタリアの女優、歌手、政治家。ハンガリー人は姓を先に表記するのでシュターッレルが姓。
世界的には、チッチョリーナ（イタリア語：Cicciolina）の芸名で知られている。選挙という民主的なプロセスを経て国会議員に当選した世界初のハードコア・ポルノ女優。イタリア代議員議員などを歴任した。

## 来歴
ブダペストにて誕生。義理の父は内務省の職員、母は助産婦であった。1964年、ハンガリーのモデルエージェンシー "M.T.I." で活動開始。彼女自身の回想によれば、処女喪失は16歳。とある黒人の大学生相手とのこと。回想録と1999年のテレビ・インタビューで明かしたところでは、1960年代末、メイドとして働いていたブダペストの高級ホテルに宿泊中のアメリカ外交官の情報をハンガリー当局(当時は共産党政権)に提供していた過去あり。
結婚を機にイタリア国籍を取得。（ハンガリーでも2002年に総選挙で立候補していることからハンガリーとイタリアの二重国籍になったと推定される。）1970年代初めにポルノ製作者のリカルド・シッチに出会う。1973年、"Radio Luna" にてラジオ番組 "Voulez vous coucher avec moi? (『私と寝てくださる?』)"を開始し、人気となる。この番組で「ラ・チッチョリーナ」を名乗りはじめた。(ちなみに、ファンからは「チッチョリーニ」と呼ばれた。彼女のテディベアは「チッチョリーノ」。)1970年から何本かの映画に端役で出演していたが、1975年、"La liceale" (アメリカ版タイトル"The teasers")で初めて女優として名前がクレジットされる。主演女優グロリア・グイダのレズビアンのクラスメート役。1978年、RAIのテレビ番組 "C'era due Volte"で胸をはだけ、これがイタリアのテレビ史上初めての女性の胸が露わになった瞬間となった。
ハードコア・ポルノ出演第一作は、1983年の "Il telefono rosso (『赤い電話』)"。出演作では、彼女はたいてい複数の男優、女優のグループセックス・シーンに登場。アナルセックスや二穴挿入、はては汚物にまみれたプレイを披露している。1986年の "Cicciolina Number One - Horsepower" では、共演女優のデニセ・ディオルが馬にフェラチオを行っているシーンがあり、チッチョリーナの行為と誤解されていることが多い。1987年、"Carne bollente" ("The Rise and Fall of the Roman Empress"『女帝チチョリーナ』)に出演。共演男優はジョン・ホームズ。ホームズがHIV陽性だったことが後に明らかとなり、論議を呼ぶ。チッチョリーナことシュターッレルのポルノ作品への出演は1989年が最後となった。
1991年、シュターッレルはアメリカの現代美術作家ジェフ・クーンズと結婚。クーンズは、シュターッレルと自身がセックスを行っている様子をモチーフに立体作品と絵画を多数製作。一連の作品を "Made in Heaven" として発表している。1992年に離婚するも、息子ルドウィクを儲ける。シュターッレルが子供とともにアメリカを去ったため、保護監督権をめぐって長く双方が争った。1998年、クーンズが勝訴したが、子供は今もシュターッレルとともにイタリアで暮らしている。
2000年ごろ、彼女は豊胸手術を受けた。手術前後の変化は、ローマで2006年に行われた展示会に出品された写真などで確認できる。

### 政治活動歴
1979年、イタリア最初の環境政党「緑の党」（Lista del Sole）の目玉候補者として選挙出馬。1985年、自由主義政党「イタリア急進主義者」に転じ、原子力エネルギー反対、イタリアのNATOからの脱退、人権と世界中の飢餓救済を訴え、キャンペーンを行う。1987年、20,000票あまりの支持を得て、ラツィオ(ローマ)からイタリア下院議員に当選。この選挙で彼女はイタリア急進主義者党首マルコ・パンネッラに次いで党内で2番目の得票数を獲得した。しかし、任期を終えた後、再選されることはなかった。1991年には、「愛の党」（Partito dell'Amore）を盟友モアナ・ポッツィと設立している。
1990年、湾岸戦争が不可避の状況になってくると、「中東の平和のためなら、イラクの独裁者サッダーム・フセインとセックスしてあげるわ。」とアピール。2002年10月、イラクが大量破壊兵器の査察を受け入れるよう国際的圧力が高まった際も、再びこの提案を持ちかけた。さらに、2006年4月には、オサマ・ビン・ラディンへも同様のオファーを提示している。
現在も精力的に政治活動中。原子力エネルギーからの脱却や、刑務所内で囚人がセックスする権利などセックスの自由が保障された社会の実現を訴えている。死刑を含む全ての暴力、および毛皮や生体実験のための動物の使用には強く反対している。ドラッグの解禁には賛成、あらゆる種類の検閲に反対、学校での性教育を促進し、AIDSに関する客観的で正確な情報を行き渡らせるべき、という立場で活動。また、大気汚染による被害から自然を保護するため、自動車への課税を提案した。
2002年1月には、生地ハンガリーでのキャンペーンを開始。ブダペストの工業地区のケーバーニャ (Kőbánya) の選挙区からハンガリー議会を目指したが、無所属候補が必要とする一定数の署名を集めることができなかった。同年、イタリアのモンツァの地方選挙に出馬。巨大施設のカジノ化を公約としたが、票を集めるにはいたらなかった。2004年には、同様の公約を掲げ、2006年のミラノ市長選への立候補を表明している。

### 音楽活動
歌手としても数曲をレコーディング。ほとんど全ての曲でセックスが取り上げられている。音楽にもセックスを持ち込もうとする大胆な試みであったが、結果はエロティックというよりは、あけすけな歌詞が幼稚なメロディーにのせて歌われるコミカルなものとなった。もっとも有名なものは"Muscolo Rosso (赤く波打つ筋肉)"という、まるごと "il cazzo(男性生殖器)"にささげられたイタリア語歌詞の曲。卑猥な言葉が続く歌詞の内容から、イタリアでのリリースはかなわなかったが、他国ではヒットした。特にフランスでは、歌詞の意味もわからない人々が多い中で、非常によく売れた。インターネット時代を迎え、イタリア語圏の人間もこの曲を聞けるようになると、ある意味での人気を博した。世界的な彼女の人気もあって、多くの国で彼女の楽曲群がリリースされており、コレクターズ・アイテムとなっている。ヌードのジャケットもさることながら、彼女がゲイのアイコンとされているため、総じて高値である。

#### アルバム
- 1979年 Ilona Staller (RCA PL 31442)

イタリアとコロンビアでリリース。(コロンビア盤はスペイン語タイトル。)カセットテープでのリリースもあり。
Tracklist
- I was made for dancing / Pane Marmellata e Me / Labbra / Benihana / Lascia l’ultimo ballo per me / Cavallina Cavallo (エンニオ・モリコーネ) / It’s all up to you / Professor of Percussions / Piu su sempre piu su

- 1987年 Muscolo Rosso (BOY RECORDS)

スペイン盤。
Tracklist
- Russians / Inno (Come un angelo) / Satisfaction / Telefono Rosso (Avec Toi) / Balck Sado / Goccioline (Bambole) / Perversion / Animal Rock / Nirvana / Muscolo Rosso / Muscolo Rosso (reprise)

- 1988年 Sonhos Eroticos ブラジル盤。(ALL DISC 00.101.009、00.107.009 (カセット))。

内容は、イギリスで長らく流行していた"Erotic dreams" の再発。チッチョリーナの2曲 ("Muscolo Rosso" と "Avec moi")が収録されているが、その他は "Erotic Dreams Band" の演奏。"La prima volta" にはチッチョリーナのスピーチが使われているようにも聞こえる。カバー・ジャケットだけはもちろん、チッチョリーナ。
Tracklist
- Muscolo Rosso / Emmanuelle / Bilitis / Le Reve / La Prima Volta / I feel love / Je t’aime... moi non plus / Histoire d’O / Les Femmes / Black Emmanuelle / Love to love you bay / Avec Toi

- 1994年 Sonhos Eroticos (ブラジル盤。All Disc RQ 032)

カバー・ジャケットのみを差し替え、88年のLPを再発。(背景が茶色からピンクと紫に変更されている。)
- 2000年 Ilona Staller (CD、イギリス盤。 Sequel Records/Caste Music NEMCD398)

79年のLPの再発。ボーナストラックとして2曲収録。

#### シングル盤
- 1976年 Voulez vous coucher avec moi?

(イタリア盤。シリアル番号、カバー・ジャケットなし。レコード盤に "Nuovo Playore 1° Radio Rete 4 D.R." とだけ記載あり。)
「チッチョリーナ」の愛称が生まれたリカルド・シッチの同名のラジオ番組収録。
- 1979年 I was made for dancing /Piu su sempre su su (イタリア盤。RCA PB 6323)
- 1979年 Cavallina Cavallo / Piu su sempre piu su

(日本向け。『エーゲ海に捧ぐ』の挿入歌)(RCA SS 3205)
- 1980年 Buone Vacanze / Ti amo uomo (イタリア盤。RCA BB 6449)
- 1981年 Ska Skatenati / Disco Smack (イタリア盤。LUPUS LUN 4917)
- 1987年 Muscolo Rosso / Avec Toi (SFC 17117-7)

カバー・ジャケットにイタリア急進党のシンボルマーク入り。フランスでもリリース。他のヨーロッパ各国でも限定リリース。
- 1987年 Muscolo Rosso / Russians (スペイン盤。BOY-028-PRO)

プレス向けプロモ盤。カバー・ジャケットなし。チッチョリーナのプレゼンテーション同封。

#### 12 インチ、ピクチャー・ディスクなど
- 1979年 I was made for dancing (extended vers.) / Save the last dance for me

(英語による Lascia l’ultimo ballo per meのオリジナル・バージョン)
(イタリア盤。RCA PD 6327, レッド・ヴァイナル・ミックス。カバーなし。DJ向けプロモ盤。).
- 1987年 Muscolo Rosso / Russians (スペイン盤。BOY-028)

7インチのシングル盤と同内容。
- 1989年 San Francisco Dance / Living in my Paradise / My Sexy Shop (Acv 5472)

ヨーロッパ限定のピクチャー・ディスク。女優仲間のモアナ・ポッツィ(en:Moana Pozzi)の曲とカップリング。

#### コラボレーション
- 1979年 『エーゲ海に捧ぐ』Dedicato al Mar Egeo

エンニオ・モリコーネによる同映画のサウンドトラック。日本盤。チッチョリーナは特に何か歌ったわけではないが、インナー・スリーブとバック・カバーにヌード写真あり。同年、このサウンドトラックから、2曲 ("Cavallina Cavallo" と "Mar Egeo")が彼女の曲として再レコーディングされる。日本語タイトルとイタリア語タイトルの2バージョンあり。CD化もされている。
- 1979年 Aquarium sounds

イタリアのテレビ番組の企画LP盤。チッチョリーナは "Elena Tip" という曲で歌声を披露。
- 1990年 Touched by the Hand of Cicciolina (邦題: 『イカしてくれよ！チチョリーナ』)

イギリスのグループ、ポップ・ウィル・イート・イットセルフのシングル。チッチョリーナは歌ってはいないが、ジャケットとプロモーション・ビデオに登場。1990年のFIFAワールドカップの優勝トロフィー授与はチッチョリーナに任せよう、という内容の署名嘆願書が封入されていた。
RCAレコード、"Diva Futura" 時代の未発表音源が多く存在しており、彼女のテレビ番組、ライブ・パフォーマンス、アダルト映画のバック・ミュージックとして使われることが多い。

## 発言
- 「ビン・ラディンの戦争では何千人もの犠牲者が出ていますわ。でも、私のオッパイで怪我したり損害を被った方はいらっしゃいません。」— 2002年10月
- 「私、ひどい二日酔いになったことがあるの。そこで、世の中には二日酔いにもなれないほど貧しい方々もいらっしゃるって気づいたの。いまこそ、貧困に苦しむ人々を助けてあげる時なのよ！」— 2002年7月
- 「今日、こちらに伺ったのは、オッパイをお見せするためではありません。貧困にあえぐ方々のお話をしにあがったのです。ですから、今日はオッパイはお見せしません。けっして、オッパイの形が悪くなったわけではありません。貧困に苦しんでらっしゃる方々にとって、私のオッパイなんて何の意味もございませんから、この場でオッパイはお見せしません。」— 2002年
- 「私って、女装したオカマみたいね。」— 2003年11月

## 主な出演作品
- 女帝チチョリーナ (1986)
- エーゲ海に捧ぐ (1979) - 池田満寿夫監督の日・伊合作映画。